# Theo van Duivenbode
Theo van Duivenbode (* 1. listopadu 1943, Amsterdam) je bývalý nizozemský fotbalista, levý obránce. 

## Fotbalová kariéra
V nizozemské lize hrál za Ajax Amsterdam, Feyenoord a HFC Haarlem. Nastoupil ve 263 ligových utkáních a dal 7 gólů. Nizozemskou ligu vyhrál třikrát s Ajaxem a jednou s Feyenoordem, Nizozemský fotbalový pohár vyhrál v roce 1967 s Ajaxem. V Poháru mistrů evropských zemí nastoupil ve 32 utkáních a dal 1 gól a v Poháru UEFA nastoupil ve 3 utkáních. V roce 1970 Pohár mistrů evropských zemí s Feyenoordem vyhrál. V Interkontinentálním poháru nastoupil ve 2 utkáních a pohár v roce 1970 s Feyenoordem vyhrál. Za nizozemskou reprezentaci nastoupil v letech 1968-1970 v 5 utkáních.

## Ligová bilance
| Ročník                    | Zápasy | Góly | Klub           |
| ------------------------- | ------ | ---- | -------------- |
| Eredivisie 1963/64        | 4      | 0    | Ajax Amsterdam |
| Eredivisie 1964/65        | 15     | 0    | Ajax Amsterdam |
| Eredivisie 1965/66        | 30     | 4    | Ajax Amsterdam |
| Eredivisie 1966/67        | 34     | 0    | Ajax Amsterdam |
| Eredivisie 1967/68        | 21     | 0    | Ajax Amsterdam |
| Eredivisie 1968/69        | 31     | 2    | Ajax Amsterdam |
| Eredivisie 1969/70        | 32     | 1    | Feyenoord      |
| Eredivisie 1970/71        | 15     | 0    | Feyenoord      |
| Eredivisie 1971/72        | 21     | 0    | Feyenoord      |
| Eredivisie 1972/73        | 14     | 0    | Feyenoord      |
| Eredivisie 1973/74        | 34     | 0    | HFC Haarlem    |
| Eredivisie 1974/75        | 12     | 0    | HFC Haarlem    |
| CELKEM 1. nizozemská liga | 263    | 7    |                |